# Suzanne Mbomback
Suzanne Mbomback, née Suzanne Marie Cécile Bandolo Essamba le 10 octobre 1956 à Yaoundé et morte le 3 août 2010 à l’Institut Marie Curie de  Paris, est une enseignante et une personnalité politique camerounaise. Elle fut nommée ministre de la Promotion de la femme et de la famille (Minproff) le 8 décembre 2004.

## Activités universitaires et carrière
Avant sa nomination en tant que ministre, Suzanne Mbomback suit des études primaires et secondaires à Yaoundé où elle obtient son Baccalauréat en 1976. Ensuite, elle effectue des études de secrétariat et en ressort avec un Brevet de technicien supérieur et un BIPCT en technique administrative. À la fin de son parcours académique, elle obtient un diplôme de professeur des lycées d’enseignement techniques qu’elle fait prévaloir en enseignant dans les collèges techniques de Yaoundé et de Sangmélima.[réf. nécessaire]
En 2000, elle est nommée au poste d’inspecteur pédagogique à la délégation provinciale du ministère de l'Éducation pour la région du Centre.

## Politique
En 1999, elle commence son parcours politique en tant que présidente fondatrice du comité de base de l’Organisation des femmes du Rassemblement démocratique du peuple camerounais (Ofrdpc) d’essos Sud.
Pendant dix ans, elle est  conseiller municipal pour la commune de Yaoundé V ,.
Elle devient aussi Présidente du réseau national des femmes du Cameroun.
De 2004 jusqu'en 2009, elle occupe le poste de ministre de la Promotion de la femme et de la famille (Minproff). Elle sera remplacée à ce poste par Marie-Thérèse Abena Ondoa, née Obama, une pédiatre qui dirigeait l’hôpital central de Yaoundé.
En 2007, afin de pallier les unions libres et conjugales, elle initie les mariages collectifs au Cameroun.
Bien avant ces mariages, elle a eu à organiser des séminaires qui entretenait les futurs époux sur les aspects juridiques, sociologiques et psychologiques du mariage.
Sa lutte contre les mutilations génitales la conduit dans les régions septentrionales où elle inaugure plusieurs centres de promotion de la femme et déplore l’action des exciseuses qui par la suite déposent les lames.

## Controverse
Officiellement Suzanne Bomback est décédée d'un cancer du sein. Mais  sa famille directe pense que sa mort serait d'ordre mystique. D'où la plainte déposée à la brigade de la gendarmerie de Nkolbisson, par son fils aîné et  son ex-secrétaire. Leur argumentaire se fonde sur les aveux publics de certains  suspects, résidents du village Nkolkumu, où vivait la défunte.